# Brewer Peak
Il Brewer Peak (in lingua inglese: Picco Brewer) è un picco roccioso antartico, alto 2.110 m, situato lungo la parete occidentale del Ghiacciaio Pitkevitch, poco lontano dalla testa del ghiacciaio, nei Monti dell'Ammiragliato, in Antartide. 
Il picco roccioso è stato mappato dall' United States Geological Survey (USGS) sulla base di rilevazioni e foto aeree scattate dalla U.S. Navy nel periodo 1960-63.
La denominazione è stata assegnata dall' Advisory Committee on Antarctic Names (US-ACAN) in onore di Thomas J. Brewer, della U.S. Navy, commissario di bordo presso la Stazione McMurdo nel 1967.